# Grand Prix Szwajcarii 1951
Grand Prix Szwajcarii 1951 (oryg. Großer Preis der Schweiz) – pierwsza runda Mistrzostw Świata Formuły 1 w sezonie 1951, która odbyła się 27 maja 1951 po raz drugi na torze Circuit Bremgarten.
11. Grand Prix Szwajcarii, 2. zaliczane do Mistrzostw Świata Formuły 1.

## Lista startowa
Na niebieskim tle kierowcy, którzy nie wystartowali w kwalifikacjach.
| Nr      | Kierowca                          | Zespół                            | Samochód            | Silnik                    | Opony |
| ------- | --------------------------------- | --------------------------------- | ------------------- | ------------------------- | ----- |
| 2       | Johnny Claes                      | Écurie Belge                      | Talbot-Lago T26C-DA | Talbot 4.5L 6C            | E     |
| 4       | Philippe Étancelin                | Philippe Étancelin (prywatnie)    | Talbot-Lago T26C-DA | Talbot 4.5L 6C            | D     |
| 6       | Yves Giraud-Cabantous             | Yves Giraud-Cabantous (prywatnie) | Talbot-Lago T26C    | Talbot 4.5L 6C            | D     |
| 8       | Louis Rosier                      | Ecurie Rosier                     | Talbot-Lago T26C-DA | Talbot 4.5L 6C            | D     |
| 10      | Henri Louveau                     | Ecurie Rosier                     | Talbot-Lago T26C-DA | Talbot 4.5L 6C            | D     |
| 12      | George Abecassis                  | HWMotors                          | HWM 51              | Alta 1.5L 4C              | D     |
| 14      | Stirling Moss                     | HWMotors                          | HWM 51              | Alta 1.5L 4C              | D     |
| 16      | Peter Whitehead                   | Scuderia Ferrari                  | Ferrari 125         | Ferrari 125 F1 1.5L V12   | D     |
| 18      | Luigi Villoresi                   | Scuderia Ferrari                  | Ferrari 375         | Ferrari Type 375 4.5L V12 | P     |
| 20      | Alberto Ascari                    | Ferrari                           | Ferrari 375         | Ferrari Type 375 4.5L V12 | P     |
| 22      | Giuseppe Farina                   | Alfa Romeo                        | Alfa Romeo 159      | Alfa Romeo 1.5L 8C        | P     |
| 24      | Juan Manuel Fangio                | Alfa Romeo                        | Alfa Romeo 159      | Alfa Romeo 1.5L 8C        | P     |
| 26      | Emmanuel de Graffenried           | Alfa Romeo                        | Alfa Romeo 159      | Alfa Romeo 1.5L 8C        | P     |
| 28      | Consalvo Sanesi                   | Alfa Romeo                        | Alfa Romeo 159      | Alfa Romeo 1.5L 8C        | P     |
| 30      | Louis Chiron                      | Enrico Platé                      | Maserati 4CLT-48    | Maserati 4 CL 1.5L 4C     | P     |
| 32      | Harry Schell                      | Enrico Platé                      | Maserati 4CLT-48    | Maserati 4 CL 1.5L 4C     | P     |
| 38      | Rudi Fischer                      | Écurie Espadon                    | Ferrari 212         | Ferrari Type 375 4.5L V12 | P     |
| 40      | Guy Mairesse                      | Yves Giraud-Cabantous (prywatnie) | Talbot-Lago T26C    | Talbot 4.5L 6C            | D     |
| 42      | José Froilán González             | José Froilán González (prywatnie) | Talbot-Lago T26C-GS | Talbot 4.5L 6C            | D     |
| 44      | Piero Taruffi                     | Ferrari                           | Ferrari 375         | Ferrari Type 375 4.5L V12 | P     |
| 46      | Francis Rochat                    | Francis Rochat (prywatnie)        | Simca-Gordini T11   | Simca-Gordini 15C 1.5L 4C | E     |
| 48      | Robert Manzon Maurice Trintignant | Equipe Gordini                    | Simca-Gordini T15   | Simca-Gordini 15C 1.5L 4C | E     |
| 50      | André Simon                       | Equipe Gordini                    | Simca-Gordini T15   | Simca-Gordini 15C 1.5L 4C | E     |
| 52      | Peter Hirt                        | Peter Hirt (prywatnie)            | Veritas Meteor      | Veritas 2.0L 6C           | ?     |
| Źródła: |                                   |                                   |                     |                           |       |

## Wyniki

### Kwalifikacje
Źródło: racing-reference.info
| P  | Nr | Kierowca                | Konstruktor(-silnik) | Opony | Czas   | Odstęp | Strata |
| -- | -- | ----------------------- | -------------------- | ----- | ------ | ------ | ------ |
| 1  | 24 | Juan Manuel Fangio      | Alfa Romeo           | P     | 2:35,9 | –      | –      |
| 2  | 22 | Giuseppe Farina         | Alfa Romeo           | P     | 2:37,8 | +1,9   | +1,9   |
| 3  | 18 | Luigi Villoresi         | Ferrari              | P     | 2:39,3 | +1,5   | +3,4   |
| 4  | 28 | Consalvo Sanesi         | Alfa Romeo           | P     | 2:40,3 | +1,0   | +4,4   |
| 5  | 26 | Emmanuel de Graffenried | Alfa Romeo           | P     | 2:41,8 | +1,5   | +5,9   |
| 6  | 44 | Piero Taruffi           | Ferrari              | P     | 2:45,2 | +3,4   | +9,3   |
| 7  | 20 | Alberto Ascari          | Ferrari              | P     | 2:46,0 | +0,8   | +10,1  |
| 8  | 8  | Louis Rosier            | Talbot-Lago          | D     | 2:52,7 | +6,7   | +16,8  |
| 9  | 16 | Peter Whitehead         | Ferrari              | D     | 2:52,9 | +0,2   | +17,0  |
| 10 | 38 | Rudi Fischer            | Ferrari              | P     | 2:54,1 | +1,2   | +18,2  |
| 11 | 10 | Henri Louveau           | Talbot-Lago          | D     | 2:56,2 | +2,1   | +20,3  |
| 12 | 4  | Philippe Étancelin      | Talbot-Lago          | D     | 2:57,3 | +1,1   | +21,4  |
| 13 | 42 | José Froilán González   | Talbot-Lago          | D     | 2:57,3 | +0,0   | +21,4  |
| 14 | 14 | Stirling Moss           | HWM-Alta             | D     | 2:58,4 | +1,1   | +22,5  |
| 15 | 6  | Yves Giraud-Cabantous   | Talbot-Lago          | D     | 3:00,3 | +1,9   | +24,4  |
| 16 | 52 | Peter Hirt              | Veritas              | ?     | 3:01,6 | +1,3   | +25,7  |
| 17 | 32 | Harry Schell            | Maserati             | P     | 3:02,4 | +0,8   | +26,5  |
| 18 | 2  | Johnny Claes            | Talbot-Lago          | E     | 3:02,5 | +0,1   | +26,6  |
| 19 | 30 | Louis Chiron            | Maserati             | P     | 3:03,1 | +0,6   | +27,2  |
| 20 | 12 | George Abecassis        | HWM-Alta             | D     | 3:03,8 | +0,7   | +27,9  |
| 21 | 40 | Guy Mairesse            | Talbot-Lago          | D     | 3:12,0 | +8,2   | +36,1  |
| P  | Nr | Kierowca                | Konstruktor(-silnik) | Opony | Czas   | Odstęp | Strata |

### Wyścig
Źródła: 
| P                                                     | + / –     | Nr | Kierowca                | Konstruktor   | Opony | Okr. | Czas / Strata | Komentarz       |
| ----------------------------------------------------- | --------- | -- | ----------------------- | ------------- | ----- | ---- | ------------- | --------------- |
| 1                                                     | Bez zmian | 24 | Juan Manuel Fangio      | Alfa Romeo    | P     | 42   | 2h07m53,64    |                 |
| 2                                                     | 4         | 44 | Piero Taruffi           | Ferrari       | P     | 42   | +0:52,24      |                 |
| 3                                                     | 1         | 22 | Giuseppe Farina         | Alfa Romeo    | P     | 42   | +1:19,31      |                 |
| 4                                                     | Bez zmian | 28 | Consalvo Sanesi         | Alfa Romeo    | P     | 41   | +1 okr.       |                 |
| 5                                                     | Bez zmian | 26 | Emmanuel de Graffenried | Alfa Romeo    | P     | 40   | +2 okr.       |                 |
| 6                                                     | 1         | 20 | Alberto Ascari          | Ferrari       | P     | 40   | +2 okr.       |                 |
| 7                                                     | 12        | 30 | Louis Chiron            | Maserati      | P     | 40   | +2 okr.       |                 |
| 8                                                     | 6         | 14 | Stirling Moss           | HWM-Alta      | D     | 40   | +2 okr.       |                 |
| 9                                                     | 1         | 8  | Louis Rosier            | Talbot-Lago   | D     | 39   | +3 okr.       |                 |
| 10                                                    | 2         | 4  | Philippe Étancelin      | Talbot-Lago   | D     | 39   | +3 okr.       |                 |
| 11                                                    | 1         | 38 | Rudi Fischer            | Ferrari       | P     | 39   | +3 okr.       |                 |
| 12                                                    | 5         | 32 | Harry Schell            | Maserati      | P     | 38   | +4 okr.       |                 |
| 13                                                    | 5         | 2  | Johnny Claes            | Talbot-Lago   | E     | 35   | +7 okr.       |                 |
| 14                                                    | 7         | 40 | Guy Mairesse            | Talbot-Lago   | D     | 31   | +11 okr.      |                 |
| Niesklasyfikowani                                     |           |    |                         |               |       |      |               |                 |
|                                                       |           | 16 | Peter Whitehead         | Ferrari       | D     | 36   | +6 okr.       | wypadek         |
|                                                       |           | 10 | Henri Louveau           | Talbot-Lago   | D     | 30   | +12 okr.      | wypadek         |
|                                                       |           | 12 | George Abecassis        | HWM-Alta      | D     | 23   | +19 okr.      | iskrownik       |
|                                                       |           | 6  | Yves Giraud-Cabantous   | Talbot-Lago   | D     | 14   | +28 okr.      | zapłon          |
|                                                       |           | 18 | Luigi Villoresi         | Ferrari       | P     | 12   | +30 okr.      | wypadek         |
|                                                       |           | 42 | José Froilán González   | Talbot-Lago   | D     | 10   | +32 okr.      | pompa olejowa   |
|                                                       |           | 52 | Peter Hirt              | Veritas       | ?     | 0    | +42 okr.      | system paliwowy |
| Nie wystartowali / niedopuszczeni do ponownego startu |           |    |                         |               |       |      |               |                 |
|                                                       |           | 46 | Fracis Rochat           | Simca-Gordini | E     | 0    |               | nie przybył     |
|                                                       |           | 48 | Maurice Trintignant     | Simca-Gordini | E     | 0    |               | nie przybył     |
|                                                       |           | 50 | André Simon             | Simca-Gordini | E     | 0    |               | nie przybył     |
|                                                       |           | 48 | Robert Manzon           | Simca-Gordini | E     | 0    |               | wycofał się     |
| P                                                     | + / –     | Nr | Kierowca                | Konstruktor   | Opony | Okr. | Czas / Strata | Komentarz       |

### Najszybsze okrążenie
Źródło: chicanef1.com
| Nr | Kierowca           | Konstruktor | Czas   | Okr. |
| -- | ------------------ | ----------- | ------ | ---- |
| 24 | Juan Manuel Fangio | Alfa Romeo  | 2:51,1 | 33   |

### Prowadzenie w wyścigu
Źródło: statsf1.com
| Nr                              | Kierowca           | Konstruktor | Okrążenia   | Suma |
| ------------------------------- | ------------------ | ----------- | ----------- | ---- |
| 24                              | Juan Manuel Fangio | Alfa Romeo  | 1-23, 29-42 | 37   |
| 22                              | Giuseppe Farina    | Alfa Romeo  | 24-28       | 5    |
| \| Wykres \| \| ------ \| \| \| |                    |             |             |      |
| Wykres                          |                    |             |             |      |
|                                 |                    |             |             |      |

## Klasyfikacja po wyścigu
Pierwsza piątka otrzymywała punkty według klucza 8-6-4-3-2, 1 punkt przyznawany był dla kierowcy, który wykonał najszybsze okrążenie w wyścigu. Klasyfikacja konstruktorów została wprowadzona w 1958 roku. Liczone było tylko 4 najlepsze wyścigi danego kierowcy.
Uwzględniono tylko kierowców, którzy zdobyli jakiekolwiek punkty
| P | +/− | Kierowca                | Starty | Punkty | P1 | P2 | P3 | PP | NO | NS |
| - | --- | ----------------------- | ------ | ------ | -- | -- | -- | -- | -- | -- |
| 1 | N   | Juan Manuel Fangio      | 1      | 9      | 1  | –  | –  | 1  | 1  | –  |
| 2 | N   | Piero Taruffi           | 1      | 6      | –  | 1  | –  | –  | –  | –  |
| 3 | N   | Giuseppe Farina         | 1      | 4      | –  | –  | 1  | –  | –  | –  |
| 4 | N   | Consalvo Sanesi         | 1      | 3      | –  | –  | –  | –  | –  | –  |
| 5 | N   | Emmanuel de Graffenried | 1      | 2      | –  | –  | –  | –  | –  | –  |
| P | +/− | Kierowca                | Starty | Punkty | P1 | P2 | P3 | PP | NO | NS |